# Cincinnati Open 2019 - Qualificazioni singolare femminile
Le qualificazioni del singolare femminile del Cincinnati Open 2019 sono state un torneo di tennis preliminare per accedere alla fase finale della manifestazione. Le vincitrici dell'ultimo turno sono entrate di diritto nel tabellone principale. In caso di ritiro di una o più giocatrici aventi diritto a queste sono subentrati le lucky loser, ossia le giocatrici che hanno perso nell'ultimo turno ma che avevano una classifica più alta rispetto alle altre partecipanti che avevano comunque perso nel turno finale.

## Teste di serie
1. Barbora Strýcová (ultimo turno, lucky loser)
2. Zhang Shuai (primo turno)
3. Mónica Puig (ultimo turno, lucky loser)
4. Anastasia Pavlyuchenkova (primo turno)
5. Kristina Mladenovic (primo turno)
6. Wang Yafan (ultimo turno, lucky loser)
7. Alizé Cornet (primo turno)
8. Polona Hercog (ritirata)

1. Jessica Pegula (ultimo turno, lucky loser)
2. Veronika Kudermetova (qualificata)
3. Jil Teichmann (primo turno)
4. Margarita Gasparyan (primo turno)
5. Ons Jabeur (qualificata)
6. Elena Rybakina (primo turno)
7. Iga Świątek (qualificata)
8. Lauren Davis (qualificata)

## Qualificate
1. Rebecca Peterson
2. Lauren Davis
3. Veronika Kudermetova
4. Zarina Diyas

1. Jennifer Brady
2. Iga Świątek
3. Ons Jabeur
4. Astra Sharma

### Lucky loser
1. Mónica Puig
2. Barbora Strýcová

1. Jessica Pegula
2. Wang Yafan

## Tabellone

### Legenda
| - Q = Qualificato - WC = Wild card - LL = Lucky loser | - ALT = Alternate - SE = Special Exempt - PR = Protected Ranking | - w/o = Walkover - r = Ritirato - d = Squalificato |

### Sezione 1
|  | Primo turno | Primo turno         | Primo turno         | Primo turno | Primo turno |  |  | Ultimo turno | Ultimo turno     | Ultimo turno     | Ultimo turno | Ultimo turno |  |
|  |             |                     |                     |             |             |  |  |              |                  |                  |              |              |  |
|  | 1           | Barbora Strýcová    | 7                   | 3           | 6           |  |  |              |                  |                  |              |              |  |
|  |             | Kaia Kanepi         | 63                  | 6           | 3           |  |  | 1            | Barbora Strýcová | Barbora Strýcová | 2            | 1            |  |
|  |             | Rebecca Peterson    | Rebecca Peterson    | 6           | 7           |  |  |              | Rebecca Peterson | Rebecca Peterson | 6            | 6            |  |
|  | 12          | Margarita Gasparyan | Margarita Gasparyan | 1           | 5           |  |  |              |                  |                  |              |              |  |

### Sezione 2
|  | Primo turno | Primo turno       | Primo turno       | Primo turno | Primo turno |  |  | Ultimo turno | Ultimo turno      | Ultimo turno      | Ultimo turno | Ultimo turno |  |
|  |             |                   |                   |             |             |  |  |              |                   |                   |              |              |  |
|  | 2           | Zhang Shuai       | Zhang Shuai       | 4           | 65          |  |  |              |                   |                   |              |              |  |
|  |             | Kristýna Plíšková | Kristýna Plíšková | 6           | 7           |  |  |              | Kristýna Plíšková | Kristýna Plíšková | 1            | 4            |  |
|  | WC          | Kristie Ahn       | 6                 | 67          | 2           |  |  | 16           | Lauren Davis      | Lauren Davis      | 6            | 6            |  |
|  | 16          | Lauren Davis      | 2                 | 7           | 6           |  |  |              |                   |                   |              |              |  |

### Sezione 3
|  | Primo turno | Primo turno          | Primo turno | Primo turno | Primo turno |  |  | Ultimo turno | Ultimo turno         | Ultimo turno         | Ultimo turno | Ultimo turno |  |
|  |             |                      |             |             |             |  |  |              |                      |                      |              |              |  |
|  | 3           | Mónica Puig          | 62          | 6           | 6           |  |  |              |                      |                      |              |              |  |
|  |             | Anastasia Potapova   | 7           | 1           | 4           |  |  | 3            | Mónica Puig          | Mónica Puig          | 2            | 1            |  |
|  | WC          | Destanee Aiava       | 4           | 6           | 2           |  |  | 10           | Veronika Kudermetova | Veronika Kudermetova | 6            | 6            |  |
|  | 10          | Veronika Kudermetova | 6           | 2           | 6           |  |  |              |                      |                      |              |              |  |

### Sezione 4
|  | Primo turno | Primo turno              | Primo turno              | Primo turno | Primo turno |  |  | Ultimo turno | Ultimo turno   | Ultimo turno | Ultimo turno | Ultimo turno |  |
|  |             |                          |                          |             |             |  |  |              |                |              |              |              |  |
|  | 4           | Anastasia Pavlyuchenkova | Anastasia Pavlyuchenkova | 1           | 65          |  |  |              |                |              |              |              |  |
|  |             | Zarina Diyas             | Zarina Diyas             | 6           | 7           |  |  |              | Zarina Diyas   | 64           | 7            | 6            |  |
|  |             | Mihaela Buzărnescu       | Mihaela Buzărnescu       | 3           | 65          |  |  | 9            | Jessica Pegula | 7            | 63           | 4            |  |
|  | 9           | Jessica Pegula           | Jessica Pegula           | 6           | 7           |  |  |              |                |              |              |              |  |

### Sezione 5
|  | Primo turno | Primo turno         | Primo turno         | Primo turno | Primo turno |  |  | Ultimo turno | Ultimo turno   | Ultimo turno | Ultimo turno | Ultimo turno |  |
|  |             |                     |                     |             |             |  |  |              |                |              |              |              |  |
|  | 5           | Kristina Mladenovic | Kristina Mladenovic | 2           | 5           |  |  |              |                |              |              |              |  |
|  |             | Magda Linette       | Magda Linette       | 6           | 7           |  |  |              | Magda Linette  | 6            | 3            | 4            |  |
|  |             | Jennifer Brady      | 1                   | 6           | 6           |  |  |              | Jennifer Brady | 2            | 6            | 6            |  |
|  | 11          | Jil Teichmann       | 6                   | 1           | 2           |  |  |              |                |              |              |              |  |

### Sezione 6
|  | Primo turno | Primo turno      | Primo turno     | Primo turno | Primo turno |  |  | Ultimo turno | Ultimo turno | Ultimo turno | Ultimo turno | Ultimo turno |  |
|  |             |                  |                 |             |             |  |  |              |              |              |              |              |  |
|  | 6           | Wang Yafan       | Wang Yafan      | 6           | 6           |  |  |              |              |              |              |              |  |
|  | WC          | CoCo Vandeweghe  | CoCo Vandeweghe | 2           | 2           |  |  | 6            | Wang Yafan   | 4            | 6            | 4            |  |
|  |             | Kateryna Kozlova | 2               | 7           | 4           |  |  | 15           | Iga Świątek  | 6            | 3            | 6            |  |
|  | 15          | Iga Świątek      | 6               | 6(0)        | 6           |  |  |              |              |              |              |              |  |

### Sezione 7
|  | Primo turno | Primo turno     | Primo turno     | Primo turno | Primo turno |  |  | Ultimo turno | Ultimo turno    | Ultimo turno    | Ultimo turno | Ultimo turno |  |
|  |             |                 |                 |             |             |  |  |              |                 |                 |              |              |  |
|  | 7           | Alizé Cornet    | Alizé Cornet    | 65          | 3           |  |  |              |                 |                 |              |              |  |
|  |             | Andrea Petković | Andrea Petković | 7           | 6           |  |  |              | Andrea Petković | Andrea Petković | 3            | 0            |  |
|  | WC          | Shelby Rogers   | 5               | 6           | 65          |  |  | 13           | Ons Jabeur      | Ons Jabeur      | 6            | 6            |  |
|  | 13          | Ons Jabeur      | 7               | 2           | 7           |  |  |              |                 |                 |              |              |  |

### Sezione 8
|  | Primo turno | Primo turno           | Primo turno           | Primo turno | Primo turno |  |  | Ultimo turno | Ultimo turno          | Ultimo turno          | Ultimo turno | Ultimo turno |  |
|  |             |                       |                       |             |             |  |  |              |                       |                       |              |              |  |
|  | Alt         | Astra Sharma          | Astra Sharma          | 6           | 6           |  |  |              |                       |                       |              |              |  |
|  |             | Viktorija Golubic     | Viktorija Golubic     | 3           | 3           |  |  | Alt          | Astra Sharma          | Astra Sharma          | 6            | 6            |  |
|  | PR          | Bethanie Mattek-Sands | Bethanie Mattek-Sands | 6           | 6           |  |  | PR           | Bethanie Mattek-Sands | Bethanie Mattek-Sands | 4            | 4            |  |
|  | 14          | Elena Rybakina        | Elena Rybakina        | 3           | 2           |  |  |              |                       |                       |              |              |  |